# Первомайський (Костромська область)
Первомайський (рос. Первомайский) — селище в Межевському районі Костромської області Російської Федерації.
Населення становить 176 осіб. Належить до муніципального утворення Георгієвське сільське поселення.

## Історія
Від 1944 року населений пункт належить до Костромської області.
Від 2007 року входить до складу муніципального утворенняГеоргієвське сільське поселення.

## Населення
| 2008 | 2010 | 2014 |
| ---- | ---- | ---- |
| 181  | ↘158 | ↗176 |